# Acosmetia litorea
Acosmetia litorea là một loài bướm đêm trong họ Noctuidae.